# Zaoceánská loď

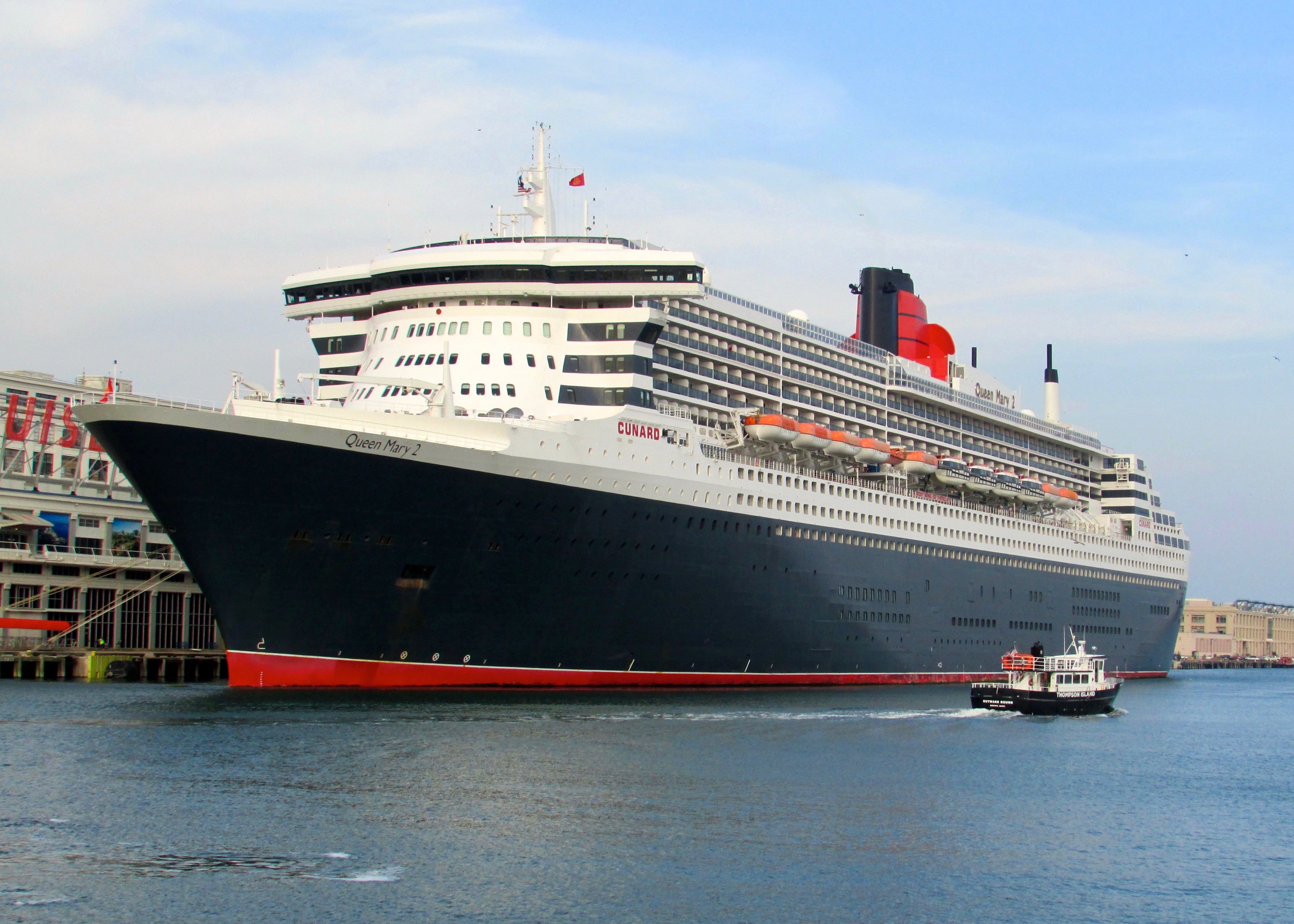
Moderní zaoceánská loď Queen Mary 2 (2003)

Zaoceánská loď je loď, která je určená k pravidelné přepravě osob na velké vzdálenosti. Pohybuje se na námořních trasách, které vedou napříč oceány. Zaoceánské lodě mohou přepravovat i náklad nebo poštovní zásilky. Někdy bývají určené i k jiným účelům, například jako plovoucí nemocnice. Do této kategorie nepatří trajekty a jiná velká plavidla, která slouží k přepravě osob a zboží na krátké vzdálenosti, či výletní lodě.
Zaoceánské lodě hrály od poloviny 19. století po více než jedno století významnou úlohu v mezinárodní přepravě. Nejvytíženější trasou bylo spojení mezi Evropou a Severní Amerikou, která vedla severním Atlantikem. Tady byly nasazeny ty největší, nejrychlejší a nejmodernější lodě. V 60. letech 20. století převzala hlavní úlohu v dálkové přepravě osob letecká doprava, takže jejich význam začal upadat. Po vyřazení Queen Elizabeth 2 v roce 2008 je jedinou zaoceánskou lodí ve službě Queen Mary 2, která byla spuštěna na vodu v roce 2003.